# تلمبة احمد أباد (نغار بردسير)
تلمبة احمد أباد (بالإنجليزية: Tolombeh-ye Ahmadabad, Bardsir)‏ هي مستوطنة تقع في إيران في كرمان.